# Chrysosplenium trichospermum
Chrysosplenium trichospermum là một loài thực vật có hoa trong họ Saxifragaceae. Loài này được Edgew. ex Hook.f. & Thomson miêu tả khoa học đầu tiên năm 1858.